# Mitologia axante
Mitologia axante é o conjunto de lendas e mitos dos povos axantes do Gana, na África Ocidental. O deus mais importante no panteão é Niame, o onisciente, onipotente Deus Céu.  Sua esposa é Asase Yaa e eles têm dois filhos, Bia e Tano.  Asase Yaa é  uma deusa da terra, da fertilidade. O criador do Universo na mitologia  Ashanti é Odomankoma.